# Ollie (film)
Pour les articles homonymes, voir  Ollie.
Pour plus de détails, voir Fiche technique et Distribution.
Ollie est un film français réalisé par Antoine Besse et sorti en 2024. Il s'agit du premier long métrage du réalisateur,.
Il est présenté en avant-première mondiale au Festival du film francophone d'Angoulême.

## Synopsis
Pierre, 13 ans, vit désormais avec son père à la ferme, après la mort brutale de sa mère. Timide et victime de harcèlement scolaire, il fait du skateboard pour tout oublier, et rencontre un jeune asocial, Bertrand, avec qui il va se lier d'amitié. Ce dernier ne lui avoue pas son passé d'ancien skateboardeur.

## Fiche technique
Sauf indication contraire, les informations mentionnées dans cette section peuvent être confirmées par les bases de données cinématographiques Allociné et Unifrance,  présentes dans la section « Liens externes ».
- Titre original : Ollie
- Réalisation et scénario : Antoine Besse
- Musique : Yann Apfel et Jimmy Whoo
- Photographie : Crystel Fournier[5]
- Montage : Zoé Sassier
- Production : Henry Jean et Jean-Michel Rey
- Société de production : Rezo Productions, en coproduction avec Kissfilms,  Les Films du Kiosque et Tropdebonheur Productions
- Société de distribution : Wayna Pitch[6]
- Pays de production :  France
- Langue originale : français
- Format : couleur
- Genre : drame
- Durée : 102 minutes
- Dates de sortie :
  - France : 31 août 2024 (Festival du film francophone d'Angoulême)[7] ; 21 mai 2025 (sortie nationale)

## Distribution
- Kristen Billon : Pierre
- Théo Christine : Bertrand Cazenave
- Emmanuelle Bercot : Lisa, l'assistante sociale
- Cédric Kahn : Jean-Marc, le père de Pierre
- Vega Degli Esposti
- Joe Renier Lascar
- Noah Cohen
- Robin Palmaro
- Héloïse Janjaud
- Annie Mercier : la patronne de la supérette

## Production

### Développement
Fin mai 2023, Le Film français révèle le premier long métrage Ollie écrit et réalisé par Antoine Besse, d'après son court docufiction Le Skate moderne (2020), avec Théo Christine, Emmanuelle Bercot et Cédric Kahn, ainsi que le jeune skateur Kristen Billon, produit par la société Rezo Productions. Ce projet « de moins de trois millions de budget » est soutenu par Canal +, la Région Nouvelle-Aquitaine, Pictanovo, L’Alhambra Studios à Rochefort et le distributeur Rezo Films.
Ce film est l'un des derniers à être distribué par la société Rezo Films, à la suite de la liquidation judiciaire annoncée par le tribunal de commerce de Paris survenue le 12 mars 2024 : « Ollie, premier film d’Antoine Besse dont la post-production s’achève s’inscrit pleinement dans cette veine », assument les producteurs Henry Jean et Jean-Michel Rey. En octobre, Wayna Pitch est mentionné comme distributeur du film.

### Tournage
Le tournage commence le 31 mai 2023. Il a lieu dans la Dordogne pour utiliser Périgueux et ses alentours dont Boulazac, le skatepark de Saint-Léon-sur-l'Isle, la forêt de Saint-Germain-du-Salembre et la ferme de Sorges-et-Ligueux-en-Périgord, jusqu'au 21 juin, puis dans l'Oise pour le centre hospitalier de Clermont, le skatepark Laverdure de Beauvais,, les villes de Noailles, de Liancourt et de Méru. Puis dans le collège Henry de Montherlant (Neuilly-en-Thelle) début juillet. Le tournage prend fin le 12 juillet.

## Accueil

### Festivals et sortie
Ollie est sélectionné dans la section « Premiers rendez-vous » du Festival du film francophone d'Angoulême, où il est projeté en avant-première mondiale le 31 août 2024,. Il est également présenté le 28 septembre au Festival international du film francophone de Namur, en présence du réalisateur Antoine Besse, de Théo Christine et de Noah Cohen, ainsi que le 13 novembre à l'Arras Film Festival, en présence du réalisateur.
Le distributeur Wayna Pitch annonce sa sortie en salle dès le 21 mai 2025,, date à laquelle le film figure dans la sélection Cannes Écrans Juniors du festival de Cannes.

## Distinctions

### Récompenses
- Festival international du film francophone de Namur 2024 - section « FIFF Première »[17] : prix du jury junior pour Antoine Besse[21]
- Festival de Cannes 2025 - séléction Cannes Écrans Juniors : mention spéciale pour le film[20]

### Nominations
- Arras Film Festival 2024 : section « Avant-premières »[18]
- Festival du film francophone d'Angoulême 2024 : section « Premiers rendez-vous »[7]